# Stranded (album)
Stranded är det brittiska rockbandet Roxy Musics tredje album, som utkom 1 november 1973. 
Den mest markanta skillnaden mot föregående plattor är Brian Enos frånvaro. Han har här efterträtts av Eddie Jobson, ett musikaliskt underbarn som förvisso bidrog mycket rent instrumentellt inte minst via sin virtuosa traktering av violin. Roxy Music har här rundat av sin 70-talsstil och plattan består av ofta pompösa och storslagna rocklåtar som "Street Life" eller den närmast arketypiska Roxy-balladen "A Song for Europe". Kvinnan på omslaget är ännu en av Ferrys flickvänner, Marolyn Cole, vilken även blev "Playmate of the Year" 1973. Albumet gick upp på första plats och räknas som gruppens bästa.

## Låtlista
Låtar där inget annat anges är skrivna av Bryan Ferry.
1. "Street Life" - 3:29
2. "Just Like You" - 3:36
3. "Amazona" (Ferry, Phil Manzanera) - 4:16
4. "Psalm" - 8:04
5. "Serenade" - 2:59
6. "A Song for Europe" (Ferry, Andy Mackay) - 5:46
7. "Mother of Pearl" - 6:52
8. "Sunset" - 6:04

## Listplaceringar
| Lista (1973-1974) | Position            |
| ----------------- | ------------------- |
| Finland           | 28                  |
| Norge             | 14 (VG-lista)       |
| Storbritannien    | 1 (UK Albums Chart) |
| Sverige           | 14 (Kvällstoppen)   |
| USA               | 186 (Billboard 200) |
| Västtyskland      | 39                  |